# Bliesmengen-Bolchen
Bliesmengen-Bolchen ist ein Gemeindebezirk der Gemeinde Mandelbachtal im saarländischen Saarpfalz-Kreis. Er umfasst die früheren Dörfer Bliesmengen und Bliesbolchen, die jedoch seit Bestehen immer eng miteinander verbunden waren. Um 1900 wuchsen die Dörfer auch räumlich zusammen und vereinigten sich. Einheimische unterscheiden noch heute zwischen Menge, Bolche und der in der NS-Zeit entstandenen Siedlung. Zudem ist der Weiler Gräfinthal an den Gemeindebezirk angegliedert. Der Wahlspruch von Bliesmengen-Bolchen lautet, in saarländischem Dialekt, „Wo Jung unn Alt sesammehalt“ („Wo Jung und Alt zusammenhält“).

## Geographie

### Lage
Bliesmengen-Bolchen, Ortsteil der Gemeinde Mandelbachtal, liegt im südlichen Bliestal im Saarpfalz-Kreis im Saarland. Der Ort liegt an der Blies direkt an der französischen Grenze, und ist mittels einer Fußgängerbrücke über die Blies mit dem Ort Blies-Schweyen verbunden. Die Gemarkung ist stark hügelig und trägt landwirtschaftlichen Charakter.

### Natur
Bliesmengen-Bolchen befindet sich vollständig innerhalb des Biosphärenreservates Bliesgau. Die Bliesauen am südwestlichen Rand des Ortes sind als Vogelschutzgebiet gekennzeichnet. Am nördlichen Rand liegen die Hangflächen bei Gräfinthal, die 2004 zum Naturschutzgebiet erklärt wurden. Am östlichen Ortsrand erhebt sich der Allenberg mit einer Höhe von 362 m ü. NHN. An dessen höchster Stelle, im Volksmund „Kämmchen“ genannt, ist ein loser Pflanzgarten mit zwei Mammutbäumen zu finden, welche in der Nachkriegszeit angepflanzt und im Sommer 2021 als Naturdenkmäler anerkannt wurden.

### Klima
Das Klima ist atlantisch beeinflusst. Der durchschnittliche Jahresniederschlag beträgt 786 mm, die regenärmste Zeit liegt in den Frühjahrsmonaten. Die mittlere Jahrestemperatur beträgt 9 °C. Das langjährige Temperaturmittel sinkt selbst im Januar nicht unter 0 °C. Die vorherrschende Windrichtung ist West/Südwest. Das Bioklima ist reizmild bis reizschonend.

## Geschichte
Eine erste Nachricht über die Besiedlung dieses Raumes bzw. Aufenthalt von Menschen in der vorrömischen Epoche gibt uns der Fund eines Brandgrabes der Urnenfelderzeit aus der Bronzezeit.
Nachweise über römische Besiedlung auf der Gemarkung von Bliesmengen-Bolchen sind reichlich vorhanden. Bei Bau- und Baggerarbeiten kamen Reste römischer Wohn- und Grabstätten sowie Münzen und Keramikfunde zum Vorschein. Eine intensive archäologische Grabung wurde bisher aber noch nicht durchgeführt. Auch das Vordringen der merowingisch-fränkischen Siedler im 7. und 8. Jahrhundert in diesem Raum sowie die Überlagerung der im Land verbliebenen gallo-romanischen Bevölkerungsteile sind durch Ortsnamen, Patrozinien und insbesondere auch durch archäologische Funde belegt. Die erste urkundliche Erwähnung fand durch die Schenkungserneuerung des Grafen Ludwig von Saarwerden an das Kloster Wörschweiler im Jahre 1180 statt.
Am 1. Januar 1974 wurde Bliesmengen-Bolchen in die neue Gemeinde Mandelbachtal eingegliedert.

## Religion
Bliesmengen-Bolchen ist größtenteils katholisch. Die katholische Pfarrei St. Paulus gehört zum Pfarrverband Blieskastel des Dekanats Saarpfalz im Bistum Speyer. Die evangelischen Christen gehören zur Protestantischen Kirchengemeinde Ensheim, die über eine Kirche in Ormesheim verfügt, in der mindestens einmal im Monat Gottesdienste stattfinden.

## Politik

### Ortsrat
Sitzverteilung im Ortsrat seit den Kommunalwahlen vom 9. Juni 2024:
- CDU: 7 Sitze
- SPD: 1 Sitz
- FWG: 1 Sitz

### Ortsvorsteher
Ortsvorsteher ist seit dem 25. Februar 2021 Timm Braun (CDU). Zu seinem Stellvertreter wurde am 8. Juli 2024 Roland Vogelgesang (CDU) gewählt.

### Wappen
Das Wappen wird wie folgt beschrieben: „In Silber drei rote Sparren, im rechten Obereck in Schwarz 3 (2:1) liegende goldene Halbmonde.“ Es wurde dem Bürgermeister der damals noch selbstständigen Gemeinde, Theodor Bachmann, am 26. September 1963 durch den saarländischen Innenminister Ludwig Schnur verliehen.

## Partnerschaften
Seit 1973 besteht eine Städtepartnerschaft mit der französischen Gemeinde Sains-Richaumont. Eine Straße im Ort trägt den Namen „Sains-Richaumont-Straße“. Im Jahr 2023 wurde im Rahmen eines Freundschaftsfestes eine neue Ringpartnerschaft mit den beiden Nachbarorten Bliesransbach (Gemeinde Kleinblittersdorf) und Blies-Schweyen (Gemeinde Blies-Guersviller) beurkundet.

## Kultur und Sehenswürdigkeiten

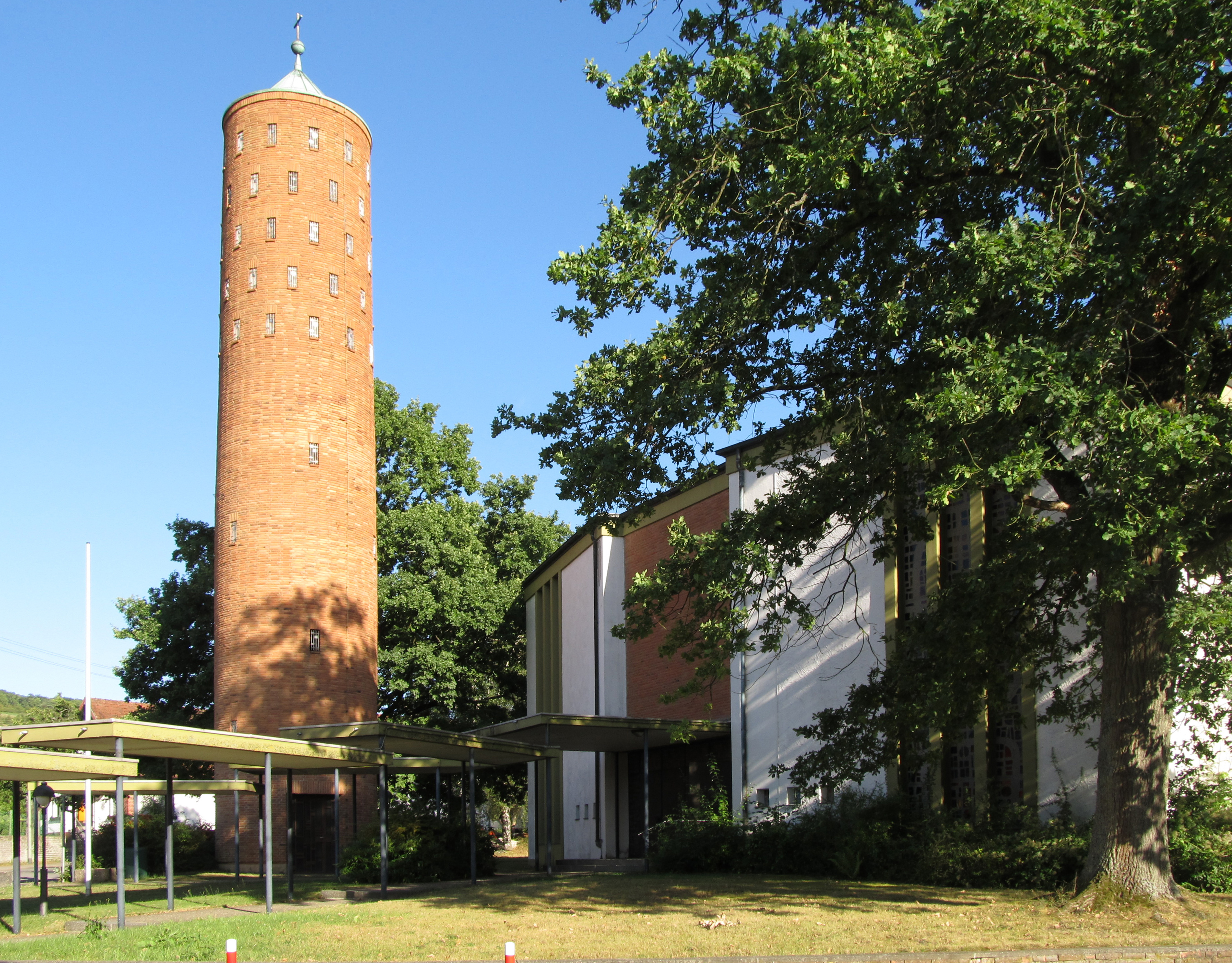
Außenansicht der Pfarrkirche „St. Paulus“

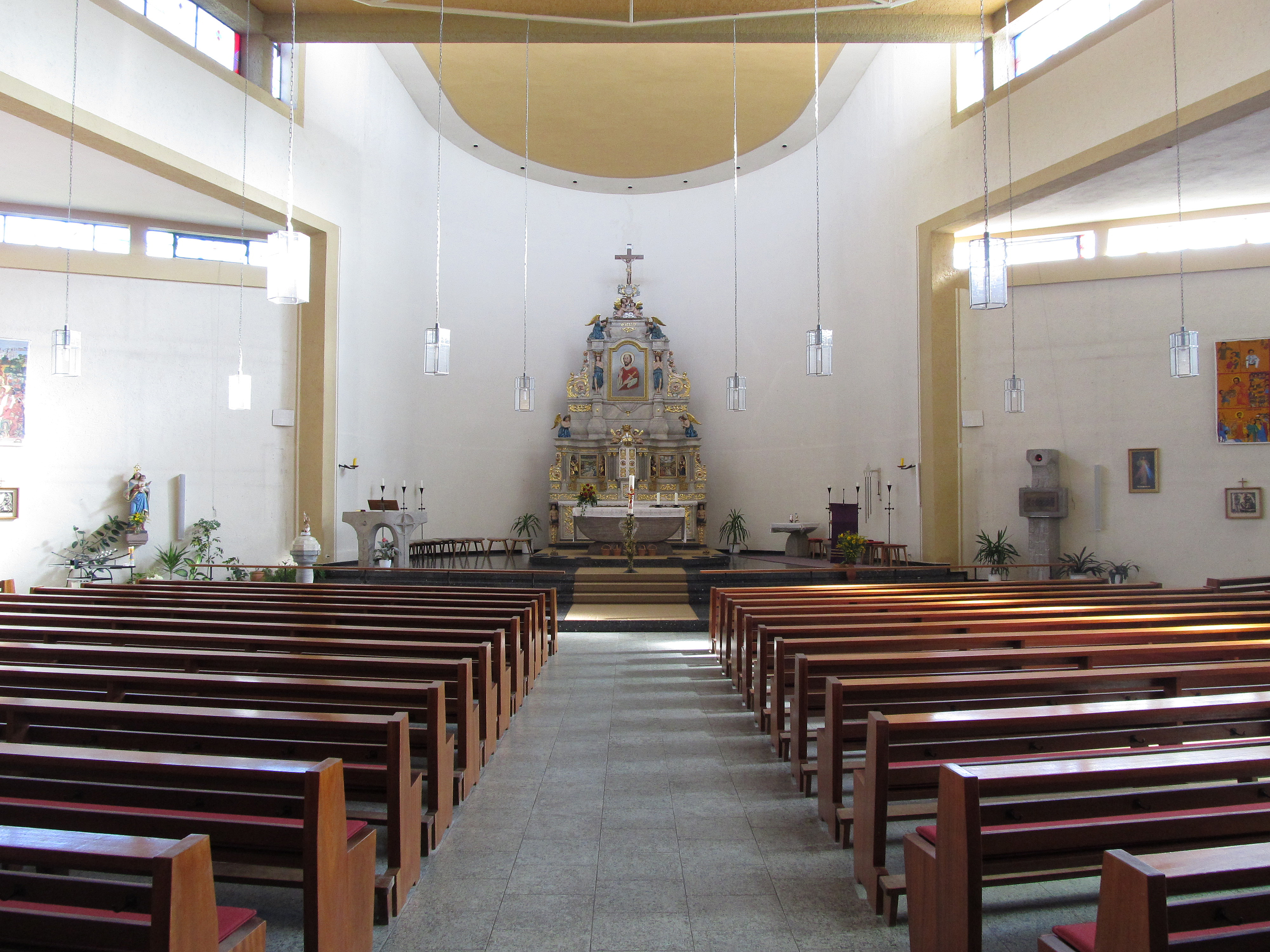
Innenraum der Pfarrkirche mit Hochaltar

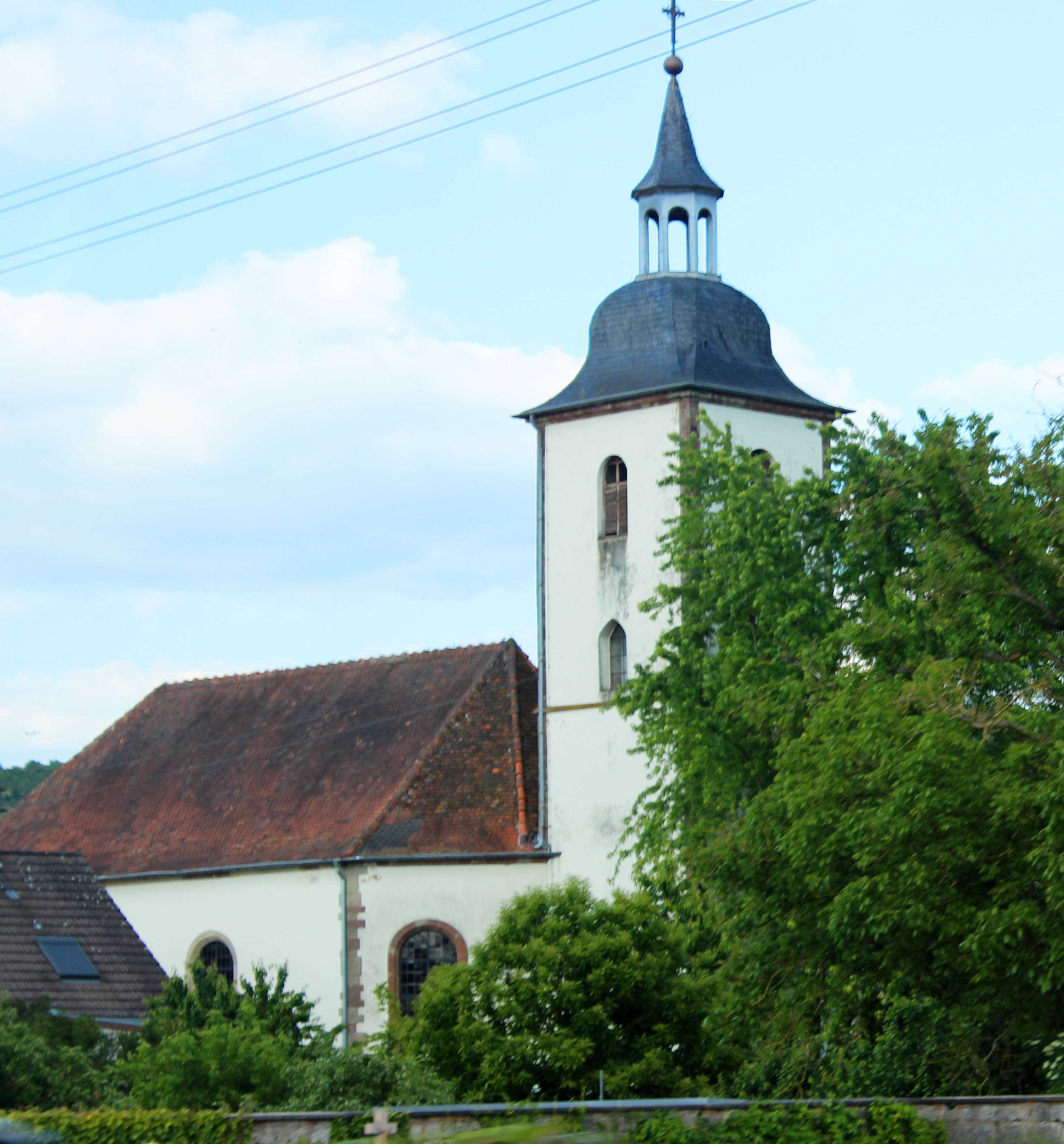
Die alte Dorfkirche „St. Petrus in Ketten“ dient heute als Einsegnungshalle

### Theater und Museen
Im nahegelegenen Gräfinthal befindet sich die Naturbühne Gräfinthal, getragen vom Kulturverein Bliesmengen-Bolchen.
Das privat geführte „Haus der Dorfgeschichte“ beherbergt seit 1998 auf 300 m2 Ausstellungsfläche ein Heimatmuseum.

### Bauwerke
Ganz in der Nähe von Bliesmengen-Bolchen befinden sich die Überreste des ehemaligen Wilhelmitenklosters Gräfinthal, gestiftet von der Gräfin Elisabeth von Blieskastel. Das Kloster ist ein Marienwallfahrtsort und beherbergt seit 1993 wieder Benediktiner.
Im Dorf gibt es zwei Kirchen: die alte Dorfkirche St. Petrus in Ketten und die neue Pfarrkirche St. Paulus, entworfen vom Architekten Wilhelm Schulte II. und seinem Sohn Hubert Schulte. Der Hochaltar wurde aus der alten Kirche in die neue übertragen. Es handelt sich ursprünglich um den früheren Gnadenaltar aus dem aufgelösten Kloster Gräfinthal, ein Werk des regional bedeutsamen Künstlers Johann Martersteck (auch Madersteck). Auf ihm war einst das heute in Blieskastel befindliche Gnadenbild der Madonna mit den Pfeilen aufgestellt.
Südlich des Ortes an der Blies befinden sich geringe Überreste der Burg Mengen, einer Wasserburg aus dem 12. Jahrhundert.

### Regelmäßige Veranstaltungen
- „Menger-Bolcher Kirb“ (Kirchweihfest) am ersten Wochenende im September
- Kappensitzung, Senioren-Kappensitzung und Kindermaskenball des Karnevalsvereins „Die Neandertaler“ Bliesmengen-Bolchen e. V.
- Naturbühne Gräfinthal (Spielzeit zwischen Juni und August, Wintertheater im Januar)
- Reiterfest des Reit- und Fahrvereins Bliesmengen-Bolchen e. V.
- Weihnachtsmarkt am zweiten Adventswochenende

### Vereine und Verbände
In Bliesmengen-Bolchen sind rund 30 Vereine, Interessengemeinschaften und gemeinnützige Organisationen mit rund 3600 Mitgliedern gemeldet. Zum Vergleich: Die Einwohnerzahl des Orts liegt im Durchschnitt bei 1800. Es existieren unter anderem ein Fußballverein, ein Schützenverein, ein Karnevalsverein, ein Reit- und Fahrverein, ein Obst- und Gartenbauverein, ein Tennisclub, ein Ortsverband des DRK, Ortsverbände der SPD und CDU, ein Wanderverein, ein Kulturverein, ein Lauf- und Walkingtreff, ein Jugendclub, ein Musikverein, eine Ortsgruppe des NABU und ein Natur- und Vogelschutzverein. Die älteste, noch aktive Organisation ist die Freiwillige Feuerwehr, die im Jahr 1874 gegründet wurde. Im Juni 2021 wurde ein Dorfverein mit mehreren Arbeitskreisen gegründet, die sich unter anderem mit Ortsverschönerungsmaßnahmen, Landschaftspflege, Öffentlichkeitsarbeit und Kultur beschäftigen.

## Wirtschaft und Infrastruktur
Bliesmengen-Bolchen ist eine ausgesprochene Wohn- und Pendlergemeinde. Die meisten Berufstätigen arbeiten als Auspendler in Saarbrücken.

### Öffentliche Einrichtungen
- Bliestalhalle mit Turnhalle
- Friedhof mit Einsegnungshalle
- Naturbühne Gräfinthal
- Kloster Gräfinthal
- Haus Wulfinghoff (Gräfinthal)
- Kath. Kirche St. Paulus
- Kath. Pfarrheim mit Bücherei
- DRK-Heim
- Jugendclub
- Reitplatz
- Festplatz
- Feuerwehrhaus
- Sportanlage mit Kunstrasen-Fußballplatz
- Tennis-Anlage
- Nordic-Walking-Park
- Saarwald-Vereinsheim
- Haus der Dorfgeschichte (Dorfmuseum)
- Schnapsbrennerei
- Soldatenfriedhof
- Kath. Kindertagesstätte

### Verkehr
Bliesmengen-Bolchen ist über die L 105 mit den Nachbarorten Bliesransbach und Habkirchen verbunden. In Habkirchen erfolgt die Anbindung an die Bundesstraße 423. Des Weiteren zweigt im Ort die L 238 ab, die mit Ormesheim verbindet. Die Fährmannsbrücke, eine Fußgängerbrücke, führt über die Blies in den französischen Nachbarort Blies-Schweyen.

## Persönlichkeiten
- Nina Azizi (* 1974), Schauspielerin und Moderatorin, wuchs in Bliesmengen-Bolchen auf
- Bianca Hein (* 1975), Schauspielerin, wuchs in Bliesmengen-Bolchen auf und sammelte erste Bühnenerfahrungen an der Naturbühne Gräfinthal
- Carmen Bachmann (* 1976), Moderatorin beim Saarländischen Rundfunk, wuchs in Bliesmengen-Bolchen auf

## Wettbewerbe
Bliesmengen-Bolchen hat bereits mehrfach erfolgreich am Wettbewerb Unser Dorf hat Zukunft teilgenommen. Beim 5. Bundeswettbewerb, damals noch unter dem Namen Unser Dorf soll schöner werden, gewann das Dorf im Jahr 1969 die Goldmedaille. Diesen Erfolg konnte Bliesmengen-Bolchen beim 27. Wettbewerb 2023 wiederholen, nachdem das Dorf sich als Kreis- und Landessieger für den Bundesentscheid qualifiziert hatte. Beim 26. Wettbewerb erreichte das Dorf 2018 die Silbermedaille auf Landesebene und verpasste den Bundesentscheid knapp.
Bei einer Online-Abstimmung des Portals SOL.de wurde Bliesmengen-Bolchen im Jahr 2021 zum „schönsten Ort des Saarlandes“ gewählt.